# Kotel (huyện)
Kotel là một huyện thuộc tỉnh Sliven, Bungaria. Dân số thời điểm năm 2001 là 21645 người.